# Cuicirama spectabilis
Cuicirama spectabilis är en skalbaggsart som först beskrevs av Blanchard 1843.  Cuicirama spectabilis ingår i släktet Cuicirama och familjen långhorningar. Inga underarter finns listade i Catalogue of Life.